# Ermengol de Albi
Ermengol de Albi ou também Athon II Trencavel (c. 900 - 942) foi um nobre da Alta Idade Média francesa, tenso sido detentor do título de Visconde de Albi e do senhorio de Ambialet

## Relações familiares
Foi filho de Bernardo I de Albi, visconde de Albi e senhor de Ambialet. Foi casado com Diafronissa, de quem teve:
1. Gracinda de Albi casada em 860 com Odão I (832 - 918 ou 919) foi conde de Rouergue desde 877 e até ao ano de 918 ou 919, conde de Toulouse dede 886 e até ao ano de 918 ou 919.[2]
2. Bernard-Aton II Trencavel, Visconde de Albi.